# Пісняр-лісовик цитриновий
Пісняр-лісовик цитриновий (Setophaga vitellina) — вид горобцеподібних птахів родини піснярових (Parulidae). Поширений у Карибському морі на Кайманових островах (належать Великій Британії) та островах Свон (належить Гондурасу).

## Поширення
- S. v. nelsoni, (Bangs, 1919), острови Суон
- S. v. vitellina, (Cory, 1886), Великий Кайман
- S. v. crawfordi, (Nicoll, 1901), Малий Кайман та Кайман-Брак[3]

## Опис
Тіло завдовжки до 13 см і вагою 6,2-7,5 г. Довжина крил у самців становить 5,5-6 см, у самиць - 5,2-5,8 см. Дорослі самці номінальної форми мають темно-оливкові тім'я, потилицю, боки потилиці і верхнє оперення. Чорноваті крила мають оливкові краї. Надбрівна смуга жовта, очна лінія чорнувата. Слаба сіра смужка бороди півколом переходить до оливково-зелених вушних раковин і включає жовту область під оком. Нижня частина оперення світло-жовта з оливковими розмитими смугами на боках. Дзьоб чорнуватий; ноги чорно-бурі.
Дорослі самиці схожі на самців, але несильно виражена надбрівна смуга коротша, покриви вух жовтіші, а загальне оперення тьмяніше.